# 中山纪念堂 (广州)
广州中山纪念堂是广州市的标志性建筑之一，位于广州市中心的越秀区內，北靠越秀山，正对广州市人大常委會辦公樓，左邻广东省人民政府。

## 由来

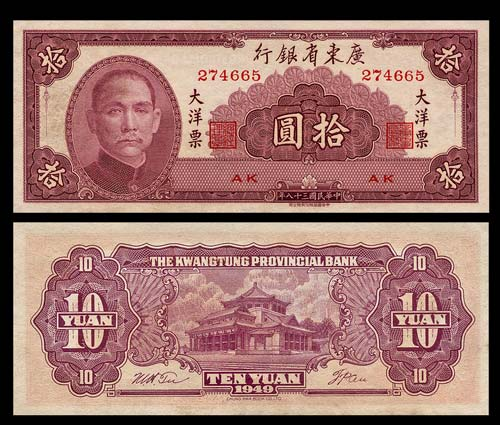
1949年廣東省銀行發行的鈔票上印有紀念堂圖案。

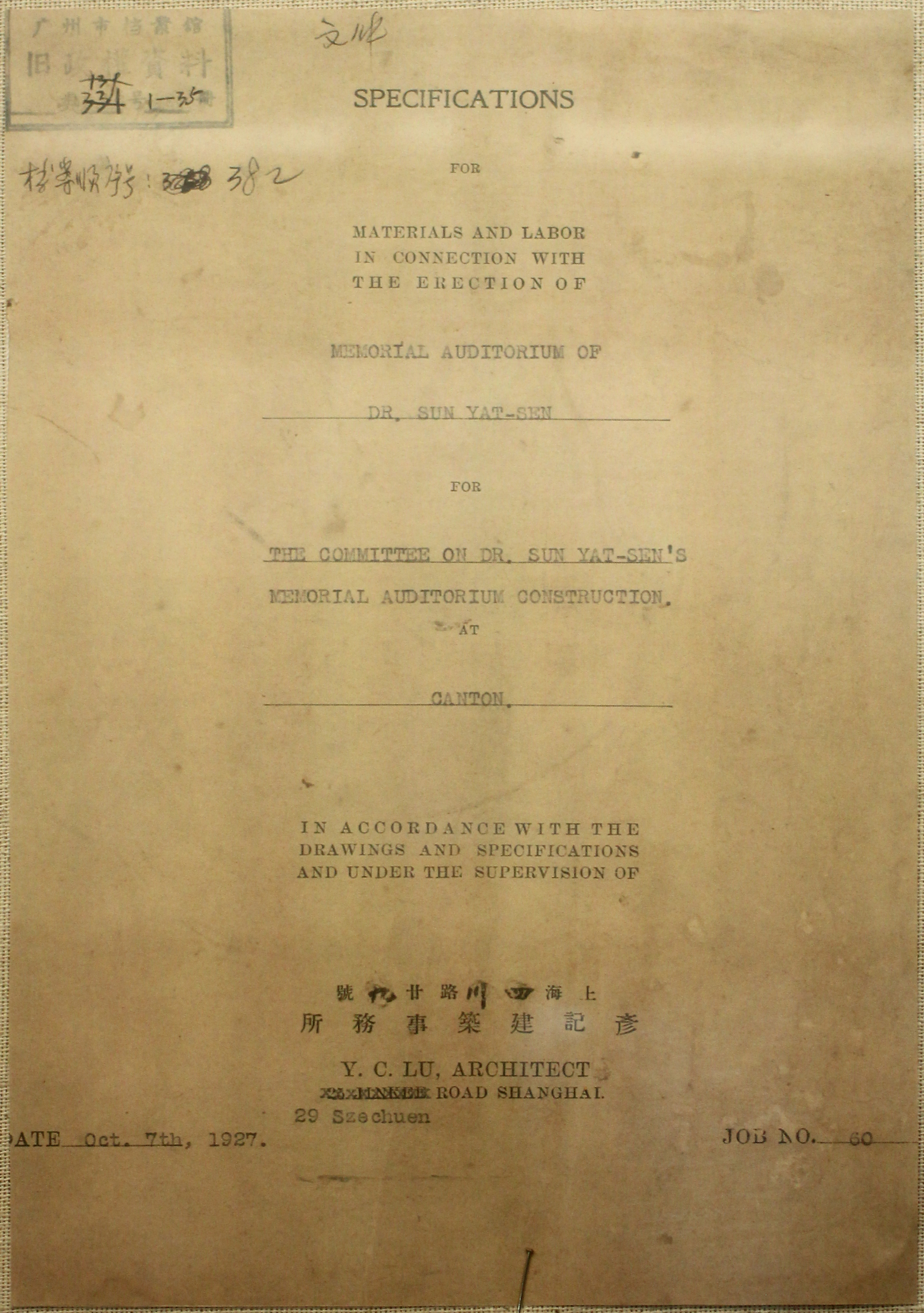
廣州市工務局修築中山紀念堂的合約文件。出自彥記建築事務所。

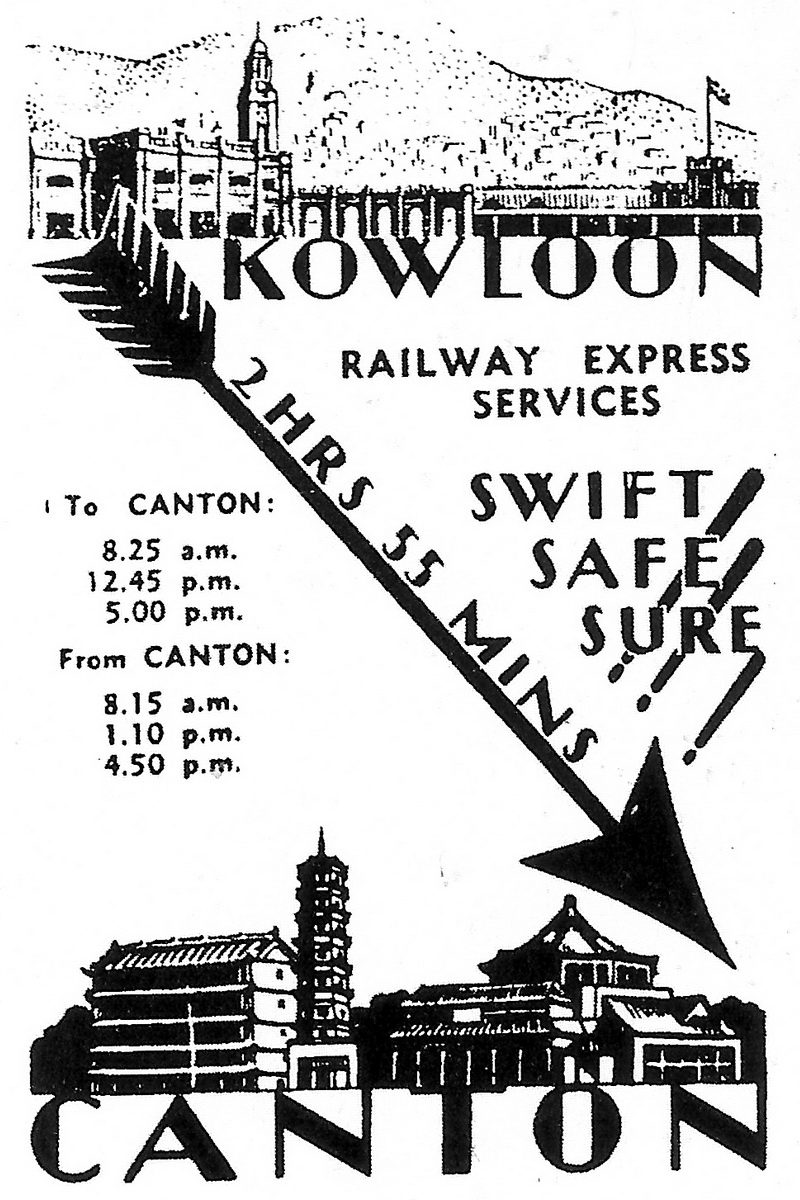
民國年間廣九鐵路的海報，可見紀念堂在當時已是廣州的地標。

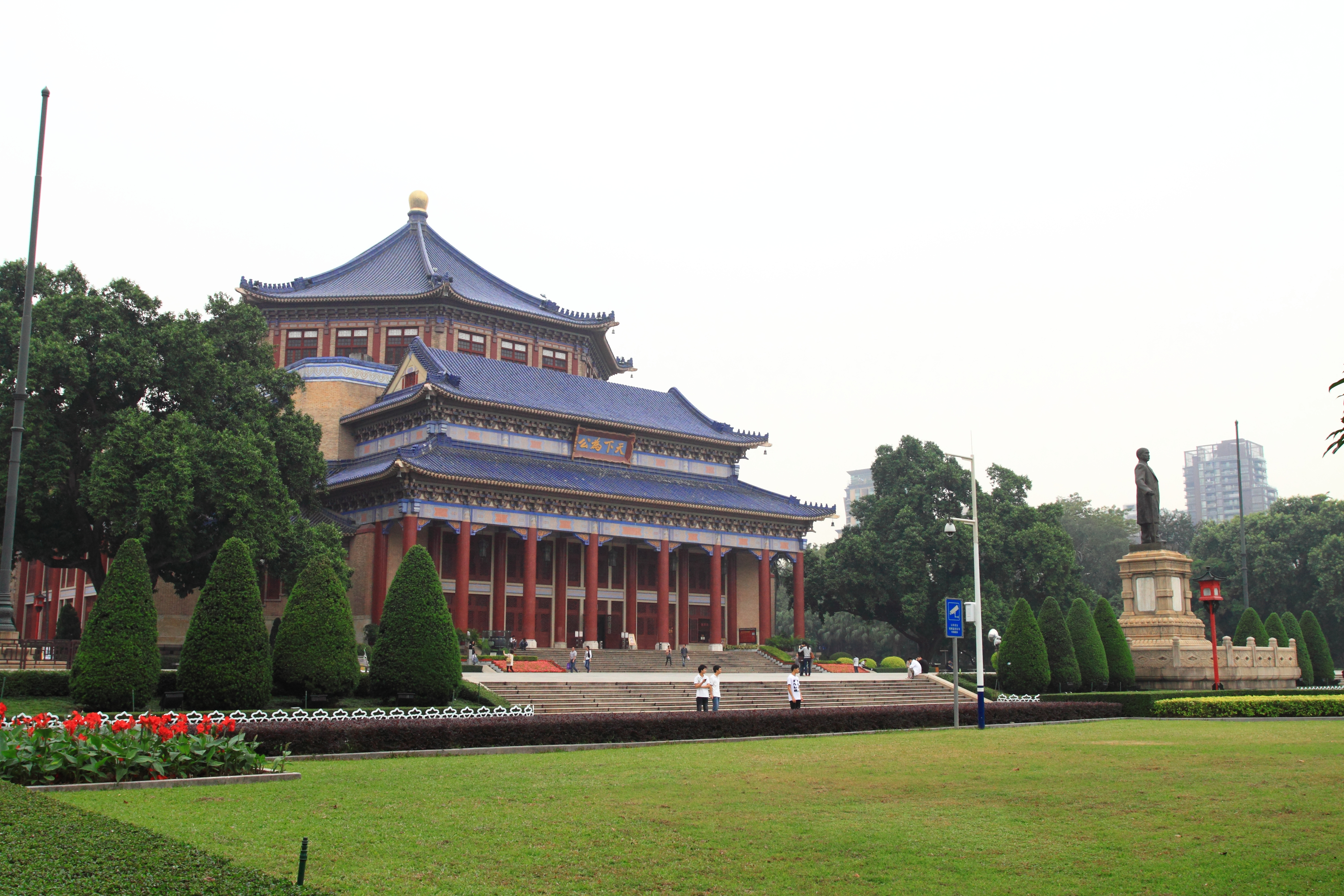
紀念堂前的草地

中山纪念堂是为纪念中華民國國父孙中山而筹资兴建。1925年3月12日孙中山逝世后，广东各界人士动议“筹集五十万元，建筑一规模宏大之孙中山纪念堂及图书馆，以纪念元勋”:7。具体的募捐活动从1925年3月下旬开始。1925年4月12日，中国国民党和广州各界人士举行追悼大会，以当时代行大元帅职权的胡汉民为首的“哀典筹备会”负责牵头，决定建筑中山纪念堂和中山图书馆；并于同月13日在《致海外同志书》中系统提出，说明其主旨是“以伟大之建筑，作永久之纪念”:7。

### 选址
筹备会最初提议将纪念堂的地址选在西瓜园的旧商团总所，即现今越秀区人民中路上的同乐路口南侧原广州市电话局地址。提议公布后，社会各界对纪念堂的选址问题展开了广泛讨论。1925年4月25日，《广州民国日报》刊载了《孙先生纪念堂地点之决定》一文，声明“因多数人意见”，商团总所之地与孙中山无历史联系，也不适宜，遂将纪念堂筹建地址改为“旧总统府”:21。所谓旧总统府，是指1921年孙中山任职中华民国非常大总统时的广州中华民国政府所在地，清朝时是督练公所，民国初期军阀龙济光据为督军衙署，1922年被陈炯明部炸毁。
1926年6月，「孫中山先生廣州紀念堂籌備委員會」成立，專責籌辦紀念堂、紀念碑事宜。
后由于为使堂、碑（即中山纪念碑）同轴，最终确定在附近的越井岗观音阁遗址上建造，从而形成广州城区旧中轴线上“南堂北碑”的风景特色。

### 建造
纪念堂由著名建筑师吕彦直和结构师李铿、冯宝龄设计，1929年动工，1931年落成。

## 建筑特征
该中山纪念堂属于八角形宫殿式建筑。纪念堂及庭园用地面积为62,000平方米，主体建筑面积6,600平方米，高52米，舞台口宽15米，深20米，座位3,238个。
设计师运用建筑力学结构原理，将四根大柱置于四周墙壁中，用以支撑四个跨度各30米左右的钢桁架，使之整体仿佛一把张开的雨伞，组成一个巨大拱形屋顶。拱形屋顶托起八个主桁架，组成一个八角亭。堂内有一个近似圆形的大会堂，直径71米，分上下两层，共有座位4,700多个。
1956年，重铸的高5米的孙中山先生铜像屹立在纪念堂前。1963年对纪念堂进行了大规模翻修，屋顶全部采用蓝色琉璃瓦。在6万多平方米的公园四周增建了铁栅栏，在园内栽种了很多树木、花卉。现在，纪念堂已成为广州市重要集会和文艺演出的场所。第一位在中國大陸舉行公開個人演唱會的香港歌手羅文亦以中山紀念堂作為演出場地。
纪念堂里近北门处一棵大约三百年的古木棉，被称为木棉王。另纪念堂内的古树众多，其中还有两棵白兰王，每逢花期，整个纪念堂都可以闻到香味。

## 孫中山銅像
紀念堂前曾擺放過的銅像共有三尊。

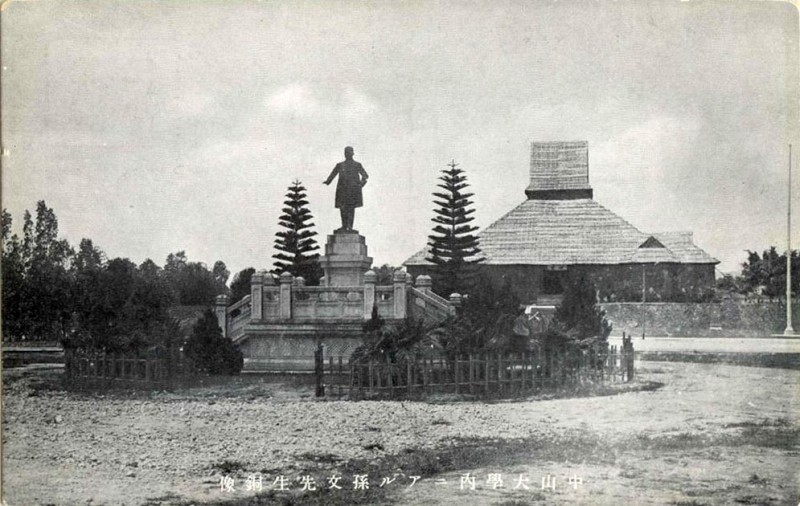
這尊國立中大的銅像在1954年曾被移動到中山紀念堂（圖為1939年攝）

現在位於中山大學南校區的孫中山銅像是中山先生的日本好友梅屋莊吉所贈。於1931年1月14日運抵天字碼頭，國立中山大學師生到碼頭將其運至石牌校園（現華南理工大學）的農場暫置。在1933年11月11日國立中大建校9週年時，在石牌舉行孫中山銅像揭幕暨新校奠基典禮。中共建政後的1954年春，廣州市人民政府把這尊銅像移動到中山紀念堂的廣場上。1956年11月12日，孫中山誕辰90週年，中山大學建校32週年，銅像又由紀念堂移到中大新校園內。同時，雕像替換成由雕刻家尹積昌等人創作的孫中山全身像，所塑的是孫中山先生在中山大學演講時的造型，基座上刻的是孫中山所著的《建國大綱》，為水泥噴銅雕像。
1998年中山紀念堂進行大修時，這尊雕像被當局用銅翻造，這就是今天在廣場放置的孫中山銅像。而舊有銅像就移動至華南理工大學的原國立中大校園放置銅像的地方展出。而廣場上銅像的基座是在1931年落成。

## 事件

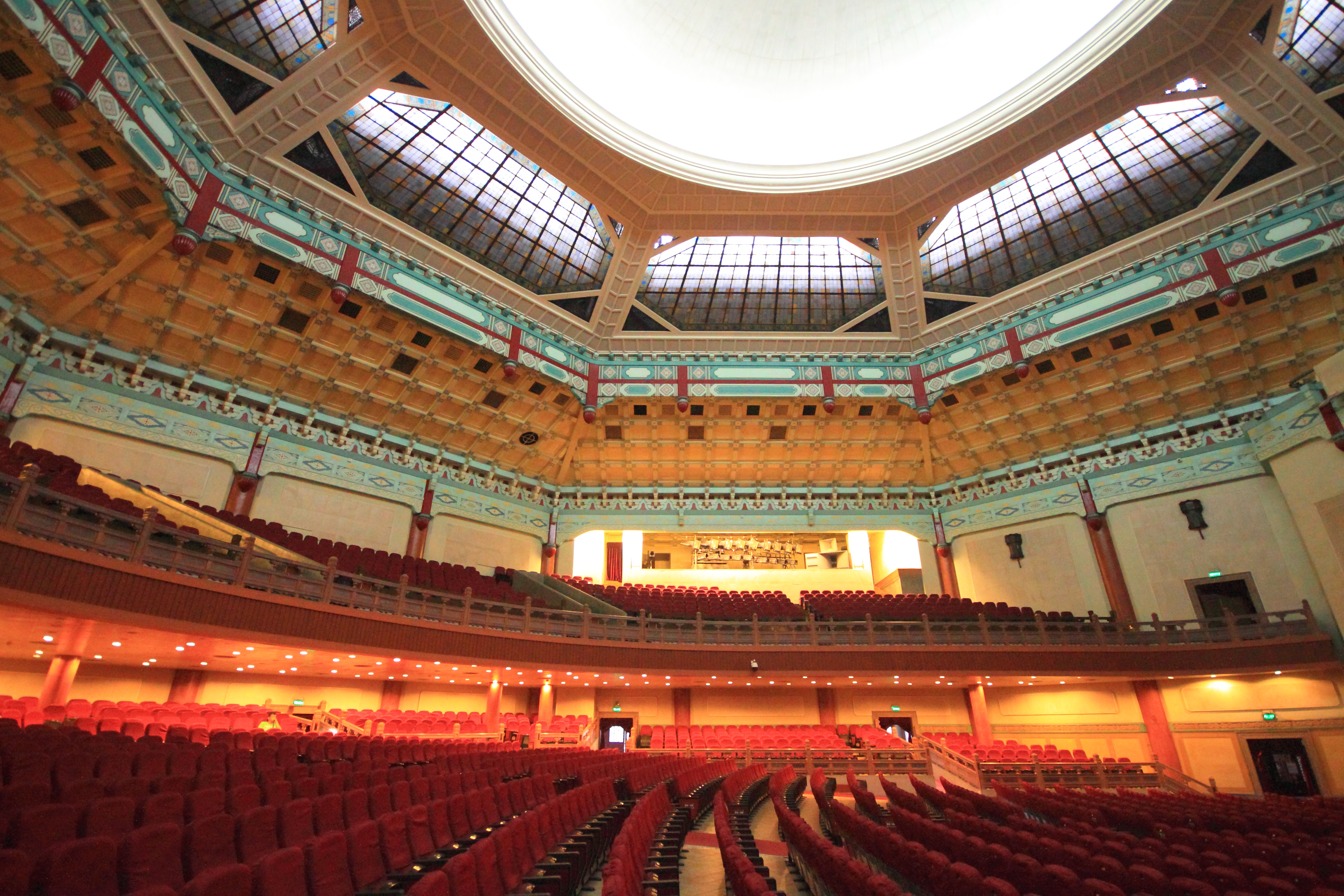
內部的大會堂

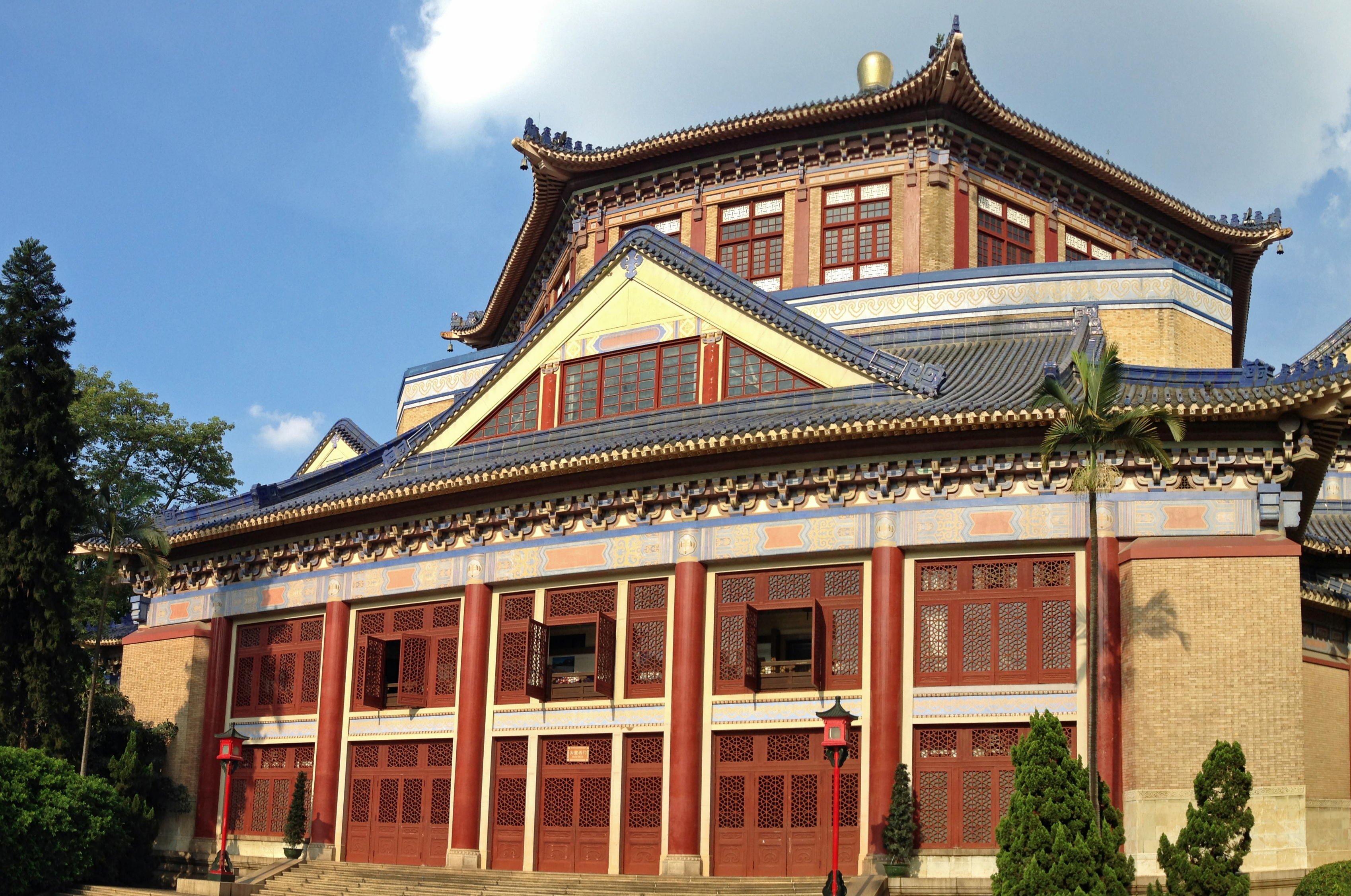
建築的側面

1938年6月7日和8日，紀念堂被日軍飛機轟炸，燃燒彈一處落在西台階，另一處彈片穿透建築物後牆，所幸對建築物結構沒有造成破壞。1945年9月16日，侵粵日軍在紀念堂簽字投降。
1958年1月，毛澤東和董必武在紀念堂參觀並接見民眾。毛稱讚紀念堂是中國人自己設計、自己施工建造的偉大建築物。
1967年7月23日正值文革期間，發生红旗派與主義兵（东风派）之衝突事件。
2000年3月，時任廣州市市長林樹森題字「紀念堂之夜」，當時紀念堂已經常被用作演唱會、音樂會等演出場地。
2001年7月10日，中山紀念堂成為「全國重點文物保護單位」。
2006年10月12日，時任中國國民黨榮譽主席連戰在參觀中山紀念堂時題字：「蘭香逸，重薝舉，華表千載存高志。」
2023年10月，中山纪念堂入选首批“广州市古树公园”名单。

## 园区免费开放
广州市政府决定，2008年11月1日起免费开放中山纪念堂“除主体建筑和历史陈列馆以外”的园区，中山纪念堂因此成为广州首个免费开放的市属大公园。
但免費开放只限于纪念堂的公园区域，参观纪念堂内部以及展览馆仍然需购买门票，开放时间为每天早上8时至傍晚6时，而免费的园区部分则由清晨6时开放至晚上10时。惟遇重要会议和活动，则会实施临时的封闭。中山纪念堂現時的围墙建于1963年，此后进内一直需要购买门票。

## 修缮
中山纪念堂的维护修缮广州自1937年开始便一直进行。最近也是规模最大的一次修缮于2023年7月10日开始，主要对屋面建筑进行修补。

### 引用
1. ↑  . 转引自《广州中山纪念堂钩沉》第18页. . 《广州国民日报》. 1925年3月31日: 第三版.
2. 1 2 3  卢洁峰. . 广州: 广东人民出版社. 2003. ISBN 7218044573.
3. 1 2  . 转引自《广州中山纪念堂钩沉》第18页. . 《广州国民日报》. 1925年4月12日.
4. ↑  . 南方都市报、新浪广东. 2005-09-05  [2008-08-08]. （原始内容存档于2006-07-09）.
5. ↑  程景伟. . 中新网. 2023-11-11  [2023-11-11]. （原始内容存档于2023-11-11）.
6. ↑  . 新华社. 2008-10-31  [2008-11-02]. （原始内容存档于2008-12-04）.
7. ↑  嘉出版旅遊組. . 自助旅遊系列. 香港: 嘉出版有限公司. 2005年7月. ISBN 9628888242.
8. ↑  倪一灵. . 人民日报海外版. 2021-11-08  [2023-07-05]. （原始内容存档于2023-07-05）.
9. ↑  马思泳. . 羊城晚报. 2023-07-05  [2023-07-05]. （原始内容存档于2023-07-05）.
10. ↑  王彤. [广州中山纪念堂完成25年来最大规模修缮工程 ] 请检查|url=值 (帮助). 新快报. 2024-07-26  [2024-07-27]. （原始内容存档于2024-07-27）. 外部链接存在于|title= (帮助)

## 外部連結
- 官方网站
- 中山纪念堂 天下为公，终将万古长存 - 《南方都市报》